# SGT
SGT, del inglés Surrounding Gate Transistor es un nuevo transistor en tres dimensiones, que podría aumentar la velocidad de  funcionamiento de los transistores hasta 50 GHz.
Esto se logra, debido a que su construcción física en tres dimensiones provoca que el electrón recorra menos distancia, con lo cual se disipa menos calor. También se disminuye el tamaño del transistor, con sus evidentes ventajas.
Todavía se encuentra en fase de desarrollo.
- Datos: Q2893191